# Patrick J. Kennedy
Patrick Joseph Kennedy (Boston, Massachussetts; 14 de enero de 1858 - Ibidem; 18 de mayo de 1929) fue un empresario y político estadounidense, figura mayor en el Partido Demócrata de Boston y el abuelo paterno del presidente John F. Kennedy.
Hijo de inmigrantes irlandeses, fue el único varón superviviente de la familia, después de dos brotes de cólera, y empezó a trabajar a los 14 años como estibador en los muelles. Era dueño de tres saloons y de un negocio de importación de whisky, y, eventualmente, tuvo un interés importante en el tema del carbón y la banca. Kennedy entró con éxito en la política como un hombre sociable capaz de mezclarse cómodamente tanto con la élite católica como con la élite protestante, llegando a obtener un asiento en la Cámara de Representantes de Massachusetts y en el Senado de Massachusetts. Su talento especial eran las maquinaciones entre bastidores por las cuales la política de Boston se hizo tan conocida.

## Primeros años

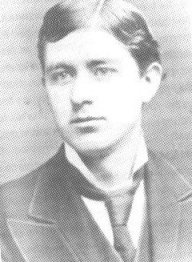
Un joven P.J. Kennedy a mediados o finales de la década de 1870

P. J. era el menor de los 5 hijos nacidos de los inmigrantes católicos irlandeses Patrick Kennedy (1823-1858) y Bridget Murphy (1824-1888), los cuales nacieron en New Ross, Condado de Wexford (Irlanda), y se casaron en Boston el 26 de septiembre de 1849. El hijo mayor de la pareja, John, murió en la infancia de cólera dos años antes de que naciera P. J., y diez meses después del nacimiento de P. J., su padre Patrick, también sucumbió a la epidemia infecciosa de cólera que infestó el vecindario de la familia en East Boston. Como el único varón superviviente, P. J. fue el primer Kennedy en recibir una educación completa. Su madre Bridget había comprado una papelería y una mercería en East Boston en las cuales había trabajado. El negocio despegó y se expandieron a una tienda de comestibles y licores.
A los catorce años, P. J. dejó el colegio para trabajar con su madre y sus tres hermanas mayores, Mary, Johanna y Margaret, como estibador en los muelles de Boston. En la década de 1880, con el dinero que había ahorrado con sus ganancias modestas, inició una carrera de negocios mediante la compra de un saloon en el centro de Haymarket Square. Con el tiempo, compró un segundo establecimiento en los muelles de East Boston. A continuación, para capitalizar sobre el consumo social de la clase alta de Boston, P. J. compró un tercer bar en un exclusivo hotel de East Boston, la Maverick House. Antes de cumplir los treinta años, su creciente prosperidad le permitió comprar un negocio de importación de whisky.
En el momento de su muerte en 1929, P. J. mantenía su participación en la Columbia Trust Company, una compañía de carbón, y una cantidad sustancial de acciones en el banco. Su riqueza proporcionó a su familia, de un hijo y dos hijas, un hogar atractivo en Jeffries Point en East Boston.

## Carrera política
P. J. fue descrito como "agradable, siempre dispuesto a ayudar a los compatriotas irlandeses menos afortunados con un poco de dinero en efectivo y algunos consejos sensatos". Disfrutó de la aprobación y el respeto de la mayoría de la gente en East Boston, viviendo en la colina en un lujoso barrio mixto de Boston de élite irlandesa y protestante. A comienzos de 1884, transformó su popularidad en cinco períodos consecutivos de un año en la Cámara de Representantes de Massachusetts, seguido por tres períodos de dos años en el Senado de Massachusetts. Estableciéndose como uno de los principales líderes demócratas de Boston, fue invitado a dar uno de los discursos de apoyo para Grover Cleveland en la fiesta de la convención nacional de 1888 en St. Louis. Sin embargo, él encontró la campaña, los discursos y las maniobras legislativas, ser menos atractivas que las maquinaciones entre bastidores que caracterizaron gran parte de la política de Boston de finales del siglo XIX y principios del siglo XX. Después de dejar el Senado en 1895, P. J. pasó su carrera política como notario en elecciones programadas, como notario de despidos designados, como el jefe en las sombras del Boston's Ward Two, y como miembro del no oficial «Consejo de Estrategia» de su partido.

## Matrimonio e hijos
El 23 de noviembre de 1887 Kennedy se casó con Mary Augusta Hickey (6 de diciembre de 1857-6 de mayo de 1923), hija de James Hickey y Margaret Martha Field. P. J. y Mary tuvieron cuatro hijos.
| Nombre                       | Nacimiento              | Muerte                  | Edad             | Notas |
| ---------------------------- | ----------------------- | ----------------------- | ---------------- | --- |
| Joseph Patrick "Joe" Kennedy | 6 de septiembre de 1888 | 18 de noviembre de 1969 | 81 años, 2 meses | Casado el 7 de octubre de 1914 con Rose Elizabeth Fitzgerald (22 de julio de 1890 – 22 de enero de 1995); 9 hijos |
| Francis Benedict Kennedy     | 11 de marzo de 1891     | 14 de junio de 1892     | 1 año, 3 meses   | |
| Mary Loretta Kennedy         | 6 de agosto de 1892     | 18 de noviembre de 1972 | 80 años, 3 meses | Casada el 12 de octubre de 1927 con George William Connelly (10 de junio de 1898 – 29 de agosto de 1971); 1 hija  |
| Margaret Louise Kennedy      | 22 de octubre de 1898   | 14 de noviembre de 1974 | 76 años, 1 mes   | Casada el 14 de junio de 1924 con Charles Joseph Burke (23 de agosto de 1899 – 5 de abril de 1967); 3 hijos       |

Edward Moore "Ted" Kennedy, el hijo menor de Joe, nombró a su hijo menor Patrick Joseph Kennedy II (1967) en honor a P. J.

## Legado
En 1914, el hijo de P. J. y Mary, Joe, se casó con la filántropa Rose Elizabeth Fitzgerald (1890-1995), la hija mayor del alcalde de Boston John Francis "Honey Fitz" Fitzgerald (1863-1950) y Mary Josephine "Josie" Hannon (1865-1964). Joe y Rose tuvieron nueve hijos, incluidos Joseph P. Kennedy, Jr. (1915-1944), fallecido en la Segunda Guerra Mundial, John F. Kennedy (1917-1963), trigésimo quinto presidente de los Estados Unidos, y los senadores Robert F. Kennedy (1925-1968) y Ted Kennedy (1932-2009).
El Patrick J. Kennedy School, nombrado por él, es una escuela primaria pública localizada en East Boston.
- Datos: Q955405
- Multimedia: Patrick J. Kennedy / Q955405